# لوکاس فرناندز (بازیکن فوتبال، زاده ۱۹۸۸)
لوکاس فرناندز (انگلیسی: Lucas Fernández؛ زادهٔ ۲۰ ژوئیهٔ ۱۹۸۸) بازیکن فوتبال اهل آرژانتین است.
از باشگاه‌هایی که در آن بازی کرده‌است می‌توان به باشگاه فوتبال آرژانتینوس جونیورز اشاره کرد.